# Franz Schwabl
Franz Schwabl (* 24. Juni 1938 in Zell am See; † 4. August 2009) war ein österreichischer Physiker. Er war Ordinarius für Theoretische Physik an der TU München.
Schwabl wurde 1962 an der Universität Wien promoviert und habilitierte sich dort 1970. 1972 wurde er Privatdozent an der Universität zu Köln und 1973 ordentlicher Professor an der Johannes Kepler Universität Linz. Er wechselte 1982 an die TU München. 2003 wurde er nach 21 Jahren auf dem Lehrstuhl V für Theoretische Physik emeritiert.
Er arbeitete auf dem Gebiet magnetischer Materialien. Außerdem untersuchte er die Strukturbildung in getriebenen, dissipativen Nichtgleichgewichtssystemen sowie Ferroelastika und Ferroelektrika.
Schwabl verfasste bekannte Lehrbücher zur Quantenmechanik und Statistischen Mechanik, welche in deutscher und englischer Sprache erschienen sind.
Bei ihm promoviert wurden u. a. Barbara Drossel, der Walter-Schottky-Preisträger Reinhard Folk und Max-Planck-Medaillenträger Erwin Frey.

## Werke
- Lebensdauer der Phononen. Dissertation, Wien 1962.
- Hydrodynamische Anregungen des Ferromagneten. Habilitationsschrift, Wien 1970.
- Quantenmechanik. 7. Auflage. Springer, Berlin u. a. 2007, ISBN 978-3-540-73674-5.
- Quantenmechanik für Fortgeschrittene. 5. Auflage. Springer, Berlin u. a. 2008, ISBN 978-3-540-85075-5.
- Statistische Mechanik. 3. Auflage. Springer, Berlin u. a. 2006, ISBN 3-540-31095-9.
- etwa 150 Aufsätze in Fachzeitschriften